# Walter Schilling
Walter Schilling (Chełmno, 23 dicembre 1895 – Izjum, 20 luglio 1943) è stato un generale tedesco della Wehrmacht durante la seconda guerra mondiale.

## Biografia

### Prima guerra mondiale
Walter Schilling nacque a Chełmno il 23 dicembre 1895. Dopo il diploma di scuola superiore si arruolò come soldato nella Deutsches Heer, il 16 maggio 1914, nel Masurisches Pionier-Bataillon Nr. 26, come sottufficiale nella 4° compagnia, con questo battaglione fu promosso alfiere il 24 dicembre; come tale, venne spostato alla 2º compagnia dello stesso battaglione. Dal 15 gennaio 1915 divenne vice ufficiale ed il 27 gennaio fu promosso tenente. Dal maggio 1918 divenne comandante della sua compagnia e come tale, fu promosso primo tenente il 18 ottobre. Durante la prima guerra mondiale gli furono conferite entrambe le Croci di Ferro.

### Periodo interbellico
Dopo la guerra fu nominato capo della 2ª compagnia del Reichswehr-Pionier-Bataillon 17. Nella primavera del 1920 fu trasferito al 4° squadrone del Reiter-Regiment 5 del Reichswehr, come ufficiale di squadriglia. Quando fu formato l'esercito di 100.000 uomini della Reichswehr, fu assegnato al 5. (Preuß.) Reiter-Regiment a Stolp, per poi essere nominato ufficiale il 1º ottobre 1921. Il 1° ottobre 1922 fu trasferito come capo plotone al 3° squadrone dello stesso reggimento di cavalleria. Tra il 1925 ed il 1926 fu trasferito al 2° squadrone a Belgard ed il 1º ottobre 1927 fu trasferito al Ministero della Reichswehr a Berlino, dove fu poi assegnato al dipartimento di statistica dell'esercito. Lì fu promosso capitano il 1° febbraio 1928 ed il 1° ottobre fu nominato capitano del 1° squadrone, sempre dello stesso reggimento. Il 1° ottobre 1932 fu trasferito allo stato maggiore della 2. Kavallerie-Division a Breslavia ed il 1° dicembre 1933 fu nuovamente trasferito alla RWM di Berlino, dove fu poi impiegato nell'Inspektion der Kavallerie. Dal 1° aprile 1934 fece parte del dipartimento di cavalleria presso l'ufficio generale dell'esercito (AHA) ed il 1° agosto fu promosso maggiore. Anche dopo l'espansione della Reichswehr nella Wehrmacht rimase nello stesso dipartimento. Il 6 ottobre 1936 fu trasferito al 4° reparto di Stato Maggiore dell'Esercito ed il 1° gennaio 1937 fu promosso tenente colonnello. Il 15 marzo 1939 fu assegnato allo stato maggiore del comando del 3° gruppo d'armate a Dresda ed il 1° aprile fu nominato 1° ufficiale di stato maggiore generale del gruppo; come tale, fu promosso colonnello.

### Seconda guerra mondiale
Venne spostato alIa 8. Armee, con la quale fu schierato nella campagna di Polonia all'inizio della seconda guerra mondiale. Nel mentre gli furono conferite entrambe le fibbie della croce di Ferro ed il 20 ottobre 1939 fu spostato allo stato maggiore della 2. Armee, con questo ruolo prese parte alla campagna di Francia nella primavera del 1940, ma alla fine di marzo 1941 fu sostituito dal colonnello Gerhard Feyerabend. Il 1° aprile 1941 fu nominato capo di stato maggiore del Generalkommando XXIV. Armeekorps, come successore del generalmajor Maximilian Fretter-Pico; con questo ruolo prese parte all'operazione Barbarossa all'inizio dell'estate 1941. Il 28 febbraio 1942 gli fu conferito la Croce tedesca in oro ed il 13 maggio 1942 fu sostituito dal tenente colonnello Otto Heidkämper; per questo motivo è stato nominato successore del colonnello Walther von Hünersdorff come capo di stato maggiore della 3. Panzerarmee sul fronte orientale. Il 13 giugno 1942 fu promosso a generalmajor e il 1º aprile 1943 fu promosso generalleutnant. All'inizio di maggio 1943 fu nuovamente sostituito dal colonnello Otto Heidkämper e trasferito in riserva. Il 16 giugno 1943 fu nominato comandante della 17. Panzer-Division come successore del generalleutnant Fridolin von Senger und Etterlin. Il 20 luglio 1943 morì vicino a Doljenhaja, vicino a Izjume fu poi insignito postumo della Croce di Cavaliere della Croce di Ferro il 28 luglio 1943.